# Ernesto Grillo
Ernesto Grillo (Buenos Aires, 1º ottobre 1929 – Bernal, 18 giugno 1998) è stato un calciatore argentino, di ruolo centrocampista.
Fu campione del Sud America con la Nazionale argentina nel 1955.

## Carriera

### Club
Dopo un breve periodo nelle giovanili del River Plate, nel 1947 Grillo iniziò a giocare nell'Independiente. Dopo due anni nelle formazioni giovanili della squadra di Avellaneda, esordì nella Primera División argentina il 24 aprile 1949, a 20 anni, contro il Platense. Il 26 novembre dello stesso anno realizzò il primo gol contro il Chacarita Juniors. Rimase nell'Independiente per 8 anni, disputando un totale di 192 partite, nelle quali segnò 90 reti.
Nel 1957 si trasferì in Italia, firmando per il Milan. Esordì in maglia rossonera l'8 settembre 1957 in L.R. Vicenza-Milan, partita nella quale mise a segno il gol del definitivo 1-1. Con la squadra milanese disputò la finale di Coppa dei Campioni 1957-1958, persa per 3-2 dopo i tempi supplementari contro il Real Madrid, nella quale fu autore del secondo gol dei rossoneri. In quell'edizione della Coppa dei Campioni fu il miglior marcatore dei rossoneri, con 6 reti in 8 partite. Nel 1959 vinse il campionato di Serie A. In totale con il Milan giocò 96 gare ufficiali (79 in campionato, 5 in Coppa Italia, 11 in Coppa dei Campioni e una nella Coppa dell'Amicizia) e segnò 30 reti (19 in campionato, 3 in Coppa Italia, 6 in Coppa dei Campioni e 2 nella Coppa dell'Amicizia).
Nel 1960 ritornò in Argentina, passando al Boca Juniors, con cui vinse 3 campionati nazionali in 6 stagioni, disputando 101 partite (88 in campionato e 13 in Coppa Libertadores), nelle quali segnò 12 gol. Si ritirò nel 1966 a quasi 37 anni.

### Nazionale
Grillo esordì nella Nazionale argentina il 7 dicembre 1952 a Madrid, in una amichevole contro la Spagna.
Il 14 maggio 1953 segnò due gol, di cui uno definito "impossibile" per la difficoltà di realizzazione, che contribuirono a far vincere per la prima volta la selezione argentina contro l'Inghilterra. In ricordo di quel gol e quella vittoria, il 14 marzo in Argentina si celebra il Día del Futbolista (Giorno del Calciatore).
Con la Nazionale argentina partecipò al vittorioso Campeonato Sudamericano de Football 1955 in Cile, nel quale giocò 3 partite segnando 2 gol.
Grillo disputò 21 partite con la Selección, segnando 8 reti.

### Dopo il ritiro
Quattro anni dopo il ritiro dal calcio giocato, iniziò a collaborare con il settore giovanile del Boca Juniors. La collaborazione durò fino al 1986, quando il Boca Juniors non gli rinnovò il contratto.
Successivamente Grillo, anche a causa di seri problemi di salute, decise di ritirarsi nella sua casa di Bernal. Vittima della depressione e di problemi economici, vi morì il 18 giugno 1998 a 68 anni.

## Palmarès

### Club

#### Competizioni nazionali
- Campionato italiano: 1

Milan: 1958-1959
- Campionato argentino: 3

Boca Juniors: 1962, 1964, 1965

### Nazionale
- Campeonato Sudamericano de Football: 1

1955